# Дронке, Питер
Питер Дро́нке (Peter Dronke; 30 мая 1934, Кёльн — 19 апреля 2020) — английский филолог-медиевист и историк философии. Один из ведущих в мире исследователей средневековой латинской литературы и средневекового театра.

## Биография
Родился в семье судьи Адольфа Джона Рудольфа Дронке (1897—1982), немца, и актрисы и театрального педагога Минни Марии Дронке (в девичестве Кронфельд, 1904—1987), еврейского происхождения. Племянник психиатра Артура Кронфельда. В 1939 году семья Дронке бежала из нацистской Германии в Новую Зеландию. Окончил гуманитарный факультет Веллингтонского университета. В 1955 году по стипендии стажировался в Магдален-колледже Оксфордского университета, после чего обосновался в Великобритании. С 1979 года преподаватель, в 1989—2001 годах профессор и заведующий кафедрой средневековой латинской литературы в кембриджском колледже Клэр Холл.
Монография Дронке «Средневековая лирическая поэзия» (The medieval lyric), опубликованная в 1968 году, считается образцовой для знакомства с предметом. Ряд трудов посвятил латинской поэзии Данте, Хильдегарды Бингенской, Маргариты Поретанской, Пьера де Блуа. Выступал литературным консультантом ансамблей, занимающихся реконструкцией средневековой музыки (в том числе знаменитого ансамбля «Секвенция»). Редактор и переводчик средневековых театральных сочинений и других изданий. Занимался также историей позднеантичной и средневековой философии.

## Труды (выборка)
- Medieval Latin and the rise of the European love-lyric, 2 vols. Oxford: Clarendon Press, 1965—1966.
- The Medieval lyric. Oxford: Clarendon Press, 1968.
- Poetic individuality in the Middle Ages: New departures in poetry 1000—1500. Oxford: Clarendon Press, 1970.
- Fabula. Explorations into the uses of myth in medieval platonism. Leiden: Brill, 1974.
- The medieval poet and his world. Roma: Edizioni di Storia e Letteratura, 1984 (сборник статей)
- Women writers of the Middle Ages: A critical study of texts from Perpetua to Marguerite Porete. Cambridge; New York: Cambridge University Press, 1984.
- Dante and medieval Latin traditions. Cambridge; New York: Cambridge University Press, 1986.
- Intellectuals and poets in medieval Europe. Roma: Edizioni di Storia e Letteratura, 1992 (сборник статей)
- Sources of inspiration. Studies in literary transformation 400—1500. Roma: Edizioni di Storia e Letteratura, 1997. ISBN 88-900138-3-4 (сборник статей)
- Imagination in the late pagan and early Christian world. The first nine centuries A.D. Firenze: SISMEL, 2003. ISBN 88-8450-046-X
- Forms and imaginings: from Antiquity to the fifteenth century. Roma: Edizioni di storia e litteratura, 2007 (сборник статей разных лет).
- The spell of Calcidius: Platonic concepts and images in the medieval West. Firenze: SISMEL, 2008. ISBN 978-88-8450-270-4.

## Редактирование
- A history of twelfth-century Western philosophy. Cambridge; New York: Cambridge University Press, 1988.
- Nine medieval Latin plays, translated and edited by Peter Dronke. Cambridge; New York: Cambridge University Press, 1994.